# Zelengora
Zelengora - masyw górski w Górach Dynarskich. Leży w Bośni i Hercegowinie. Jego najwyższy szczyt Bregoč osiąga wysokość 2029 m. Tereny Zelengory obejmuje Park Narodowy Sutjeska.